# Ikast-Brande Provsti
Ikast-Brande Provsti er et provsti i Viborg Stift.  Provstiet ligger i Ikast-Brande Kommune og Silkeborg Kommune.
Ikast-Brande Provsti består af 24 sogne med 27 kirker, fordelt på 15 pastorater.

## Pastorater
| Pastorater i Ikast-Brande Provsti | Pastorater i Ikast-Brande Provsti | Pastorater i Ikast-Brande Provsti |
| --------------------------------- | --------------------------------- | --------------------------------- |
| Blåhøj-Filskov Pastorat           | Bording-Christianshede Pastorat   | Brande-Uhre-Skærlund Pastorat     |
| Ejstrup Pastorat                  | Engesvang Pastorat                | Fonnesbæk Pastorat                |
| Grønbæk Pastorat                  | Hinge-Vinderslev Pastorat         | Ikast-Faurholt Pastorat           |
| Isenvad Pastorat                  | Klovborg-Tyrsting Pastorat        | Levring-Hørup Pastorat            |
| Nørre Snede-Hampen Pastorat       | Thorning-Grathe-Vium Pastorat     |                                   |

## Sogne
| Sogne i Ikast-Brande Provsti | Sogne i Ikast-Brande Provsti | Sogne i Ikast-Brande Provsti |
| ---------------------------- | ---------------------------- | ---------------------------- |
| Blåhøj Sogn                  | Bording Sogn                 | Brande Sogn                  |
| Christianshede Sogn          | Ejstrup Sogn                 | Engesvang Sogn               |
| Faurholt Sogn                | Fonnesbæk Sogn               | Gludsted Sogn                |
| Grathe Sogn                  | Grønbæk Sogn                 | Hampen Sogn                  |
| Hinge Sogn                   | Hørup Sogn                   | Ikast Sogn                   |
| Isenvad Sogn                 | Klovborg Sogn                | Levring Sogn                 |
| Nørre Snede Sogn             | Skærlund Sogn                | Thorning Sogn                |
| Uhre Sogn                    | Vinderslev Sogn              | Vium Sogn                    |